# Świadectwo (album Jacka Kaczmarskiego)
Świadectwo – album studyjny Jacka Kaczmarskiego wydany w 2006 roku przez wydawnictwo J.C. Koncert. Płyta zawiera wybrane piosenki nagrane studyjnie i ułożone w kolejności przez Kaczmarskiego, o które często prosili słuchacze, a z których część bardzo rzadko była śpiewana na koncertach, a także okładkę zaakceptowaną jeszcze przez samego poetę.
Pierwotnie płyta miała być wydana w 2001 roku z okazji obchodzenia przez Kaczmarskiego jubileuszu 25-lecia pracy artystycznej, ale ówczesne wydawnictwo, które miało ją wydać zostało zamknięte. Wydania doczekała się dopiero pięć lat po nagraniu, już po śmierci artysty. Ukazała się 20 lutego 2006 roku.
Nagrana została w lipcu 2000 roku w Muzycznym Studiu Produkcyjnym SPOT w Krakowie.

## Wykonawcy[2]
- Jacek Kaczmarski – śpiew, gitara, słowa i muzyka

## Lista utworów[2]
1. „Świadectwo” (01:25)
2. „Nasza klasa” (03:50)
3. „Przedszkole” (02:24)
4. „Korespondencja klasowa” (09:02)
5. „Starzy ludzie w autobusie” (02:21)
6. „Ballada pozytywna” (02:49)
7. „Nasza klasa '92” (03:18)
8. „Limeryki o narodach” (10:40)
9. „Sen Katarzyny II” (02:05)
10. „Obława” (02:39)
11. „Listy” (03:38)
12. „Zbroja” (04:42)
13. „Źródło” (04:05)
14. „Epitafium dla Włodzimierza Wysockiego” (08:52)

## Wydania
- 2005 – Agencja Artystyczna „J.C. Koncert” i Fundacja im. Jacka Kaczmarskiego (CD, nr kat. JCCD1)[2]
- 2011 – Płyta ukazała się w albumie czteropłytowym Jacek Kaczmarski na żywo i w studio (wraz z dwiema częściami Trasy koncertowej '97 i zapisem koncertu zespołu Trio Łódzko-Chojnowskie) wydanym przez J.C. Koncert[3].